# رودريك موتاما
رودريك موتاما (بالإنجليزية: Rodreck Mutuma)‏ (5 أبريل 1988 في زيمبابوي - ) هو لاعب كرة قدم جنوب أفريقي في مركز الهجوم. شارك مع منتخب زيمبابوي لكرة القدم. أما مع النوادي، فقد لعب مع نادي ديناموز ونادي كابس يونايتد ونادي بلومفونتين سيلتيك.

## روابط خارجية
- رودريك موتاما على موقع قاعدة بيانات كرة القدم.إي يو (الإنجليزية)
- رودريك موتاما على موقع ناشيونال فوتبول تيمز (الإنجليزية)
- رودريك موتاما على موقع Soccerway.com (الإنجليزية)